# Neah Evans
Neah Evans, född den 1 augusti 1990 i Langbank, är en brittisk tävlingscyklist.
Neah Evans har två VM-guld i bancykling. Ett från 2022 i poänglopp och ett 2023 i madison. Hon tog OS-silver i lagförföljelse i samband med de olympiska tävlingarna i cykelsport 2020. Vid OS 2024 tog hon silver i madison.